# Râul Preluca
Râul Preluca este un curs de apă, afluent al Râului Mare. 